# Sakūčiai

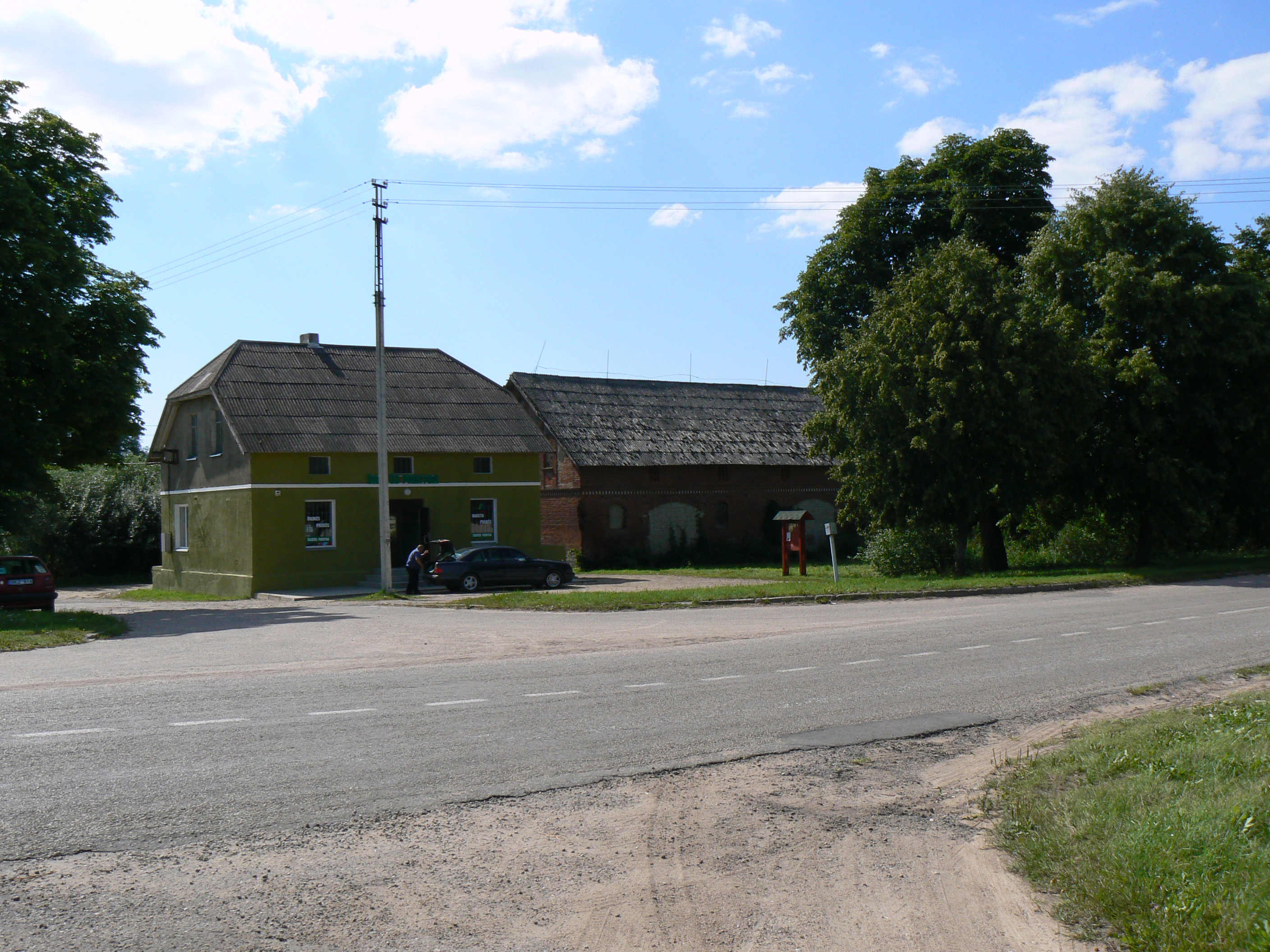
In Sakūčiai

Sakūčiai (deutsch Michel Sakuten) ist ein Dorf in Litauen, im ehemaligen Memelland, im Amtsbezirk Kintai in der Rajongemeinde Šilutė. Der Ort liegt 7 km nordöstlich von Kintai und 12 km westlich von Saugos. Die Landstraßen gehen nach Priekulė, Ventė und Žemaitkiemis (Saugos). Sakūčiai ist das Zentrum eines Unteramtsbezirks. Durch den Ort fließt die Minija. Es gibt eine Abteilung der Mittelschule Kintai.
1912 wurde eine Grundschule errichtet. 1952 wurde eine Bibliothek gebaut.

## Einwohnerentwicklung
| Jahr | Einwohner | Bemerkungen                   |
| ---- | --------- | ----------------------------- |
| 1989 | 168       |                               |
| 2001 | 205       | Davon 19 im Amtsbezirk Saugos |
| 2011 | 160       |                               |

## Söhne und Töchter des Ortes
- Ernst-Adelbert Nickel (1920–1992), deutscher Veterinärmediziner und Hochschullehrer
- Albinas Klimas (* 1952), Politiker

## Verweise